# Zeltus pompaedius
Zeltus pompaedius är en fjärilsart som beskrevs av Hans Fruhstorfer 1912. Zeltus pompaedius ingår i släktet Zeltus och familjen juvelvingar. Inga underarter finns listade i Catalogue of Life.